# Austropentura
Genre
Austropentura est un genre d'insectes plécoptères de la famille des Austroperlidae.

## Distribution
Les espèces de ce genre sont endémiques d'Australie.

## Liste des genres
Selon Plecoptera Species File :
- Austropentura hynesorum Theischinger, 1988
- Austropentura victoria Illies, 1969

## Publication originale
- Illies, J. 1969 : Revision der Plecopterenfamilie Austroperlidae. Entomologisk Tidskrift, vol. 90, p. 19-51.